# 善庆寺
37°50′50″N 110°59′20″E / 37.84722°N 110.98889°E
善庆寺位于中国山西省临县大禹乡府底村，2006年被列为第六批全国重点文物保护单位。
善庆寺古称善训府，始建于隋开皇三年（583年），元至元六年（1269年）重建。寺坐北朝南，占地约1200平方米，现存山门、大雄宝殿、东西配殿和廊房等建筑。大雄宝殿为元代遗构，面阔五间，进深八椽，单檐悬山顶，斗栱为六铺作单抄单昂。